# طرح‌های آماری در پژوهش‌های کشاورزی
طرح‌های آماری در پژوهش‌های کشاورزی کتابی از بهمن یزدی، عبدالمجید رضایی، مصطفی ولی زاده است که در سال ۱۳۷۶ منتشر و در مراسم کتاب سال جمهوری اسلامی ایران به‌عنوان کتاب برگزیده معرفی شد.